# Nicelli

La famiglia Nicelli è una storica famiglia feudale piacentina di origine longobarda o franca, per secoli dominatrice della Val Nure, con domini estesi alle vicine valli dell'Aveto, del Trebbia, del Riglio e del Pernio, e in varie zone della pianura anche oltre il Po. Il suo primo possesso risulta Aniceto (l'attuale Nicelli, frazione del Comune di Farini) come risulta dalla investitura di Ottone I all'Abate di Bobbio del 972.

## Storia
Secondo la genealogia tradizionalmente accettata il capostipite dei Nicelli fu Bonifacio, investito da Federico Barbarossa nel 1184 nella Contea di Revigozzo (l'attuale Bettola). In una rara rappresentazione di un albero genealogico disegnato a mano, da ignoti, Bonifacio viene indicato come figlio di Alberto.
Bonifacio ebbe due figli, Lanfranco e Rizzo, divenuti potenti signori della Val Nure. Lanfranco ebbe quattro figli: Alberico, Alberto, Guido e Pietro. Proprio da quest'ultimo, Pietro, dottore collegiato, e soprattutto dai figli del figlio Avvocato iniziarono a districarsi i rami dei Nicelli. I Nicelli, per via delle loro ricchezze, instaurarono presto rapporti di parentela con le più ingenti famiglie piacentine, tra cui i Marchesi Malaspina, e la loro aspirazione di conquista li portò allo scontro con diverse famiglie locali, tra le quali gli Scribani, i Chinelli e i Camia.
La famiglia ebbe il suo massimo splendore alla fine del XVI secolo e all'inizio del secolo successivo, ma la loro fulgidezza andò a disperdersi per via dei numerosi rami che si andarono a creare, cosa che portò alla fine di diverse loro linee minori.
La prima divisione della famiglia in vari rami avvenne con i figli di Avvocato: Bartolino I, Bernardo, Castellino, Gherardo e Guglielmo. Da Bartolino I, signore del castello di Cianeto, discendono i Nicelli di Montechino e di Muradello (con Giovanni progenitore), di Ferriere e di Viustino (Bartolino III progenitore), di Bettola (con Stefano progenitore), di Rossoreggio (con Bassano progenitore), di Coli (con Giacomo progenitore) e di Lugherzano (con Zanone progenitore); da Castellino, i Nicelli di Montereggio, che però ebbero breve durata, causa estinzione del ramo; da Gherardo, i Nicelli di Grondone, di Salso e di Cataragna; da Bernardo, signore del castello di Cogno, i Nicelli di Erbia, di Casellasca (entrambi con Barnabò progenitore), di Cogno e di Maiano (con Castellino progenitore), di Villanova (con Marco Antonio progenitore) e i conti di Guardamiglio (con Giovanni progenitore). È importante considerare che tali denominazioni non sempre sottolineano un vero e proprio feudo, ma stanno a identificare la località in cui il singolo ramo aveva i propri beni terrieri e/o abitava.
Tuttora sussistono il ramo dei Nicelli di Coli, quelli di Guardamiglio e di altri rami minori.

## Luoghi, architetture e simboli

### Località e paesi

#### Nicelli, frazione di Farini
Nicelli è una frazione del comune di Farini, dal quale dista circa 8,5 km, in provincia di Piacenza in Emilia-Romagna, ed è il paese natale dell'antica casata omonima. È situato a 1 063 m s.l.m. tra la val Nure e la val Perino sull'Appennino Ligure. Secondo una tradizione antica ma del tutto impossibile da dimostrare, in origine il borgo sarebbe stato fondato da un soldato romano di nome Marco Anicio. Un'altra leggenda "di famiglia" riporta come il capostipite del casato sarebbe stato investito del feudo da Carlo Magno in persona, come premio per essersi distinto nella guerra tra i Franchi e i Longobardi, terminata con la vittoria dei primi e la cattura del Re Desiderio, nel 774.

#### Ca' Nicelli
Ca' Nicelli è una frazione del comune di Rovescala, in provincia di Pavia in Lombardia. È situata nella collina dell'Oltrepò Pavese, nella valle del torrente Bardonezza, al confine con la provincia di Piacenza.

#### Aeroporto di Venezia-Lido "Giovanni Nicelli"
L'Aeroporto di Venezia-Lido è intitolato al Sergente Giovanni Nicelli (1893–1918), pilota dell'Aeronautica, 79ª Squadriglia, caduto in guerra nel marzo 1918 a causa di un cedimento strutturale del suo aereo. È situato nella parte nord dell'isola del Lido di Venezia.

### Palazzi storici già residenza della famiglia o di suoi membri
- Castello Nicelli, è una fortificazione situata a Nicelli, frazione del comune italiano di Farini, in provincia di Piacenza. Si trova in val Nure;

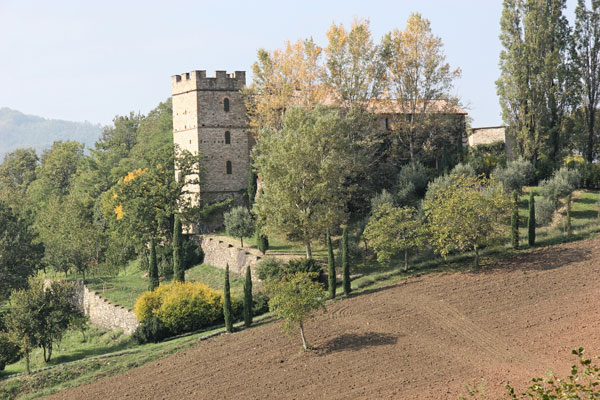
Castello di Montechino

- Castello di Erbia, fondato nel 1400 dal Giureconsulto Pietro Nicelli, è un castello situato nel comune italiano di Bettola, in provincia di Piacenza. L'edificio è situato a 659 m s.l.m., in una posizione che domina la stretta valle del torrente Perino, tributario del fiume Trebbia;
- Castello della Caminata, Bramaiano, Bettola, dal XV secolo, conosciuto anche come Castello di Bramaiano, è una fortificazione situata a Bramaiano, frazione del comune di Bettola, in provincia di Piacenza. L'edificio è situato a 466 m s.l.m., in una posizione che domina il lato destro della val Nure;
- Castello di Montechino, dal 1492 al 1842, è una fortificazione che si trova a Montechino, frazione del comune di Gropparello in provincia di Piacenza. Si trova in val Riglio, sul monte Occhino, posto a picco sul torrente Riglio;
- Castello di Viustino, dal 1515, è un castello situato nel comune italiano di San Giorgio Piacentino in provincia di Piacenza. Si trova in val Nure;
- Castello di Cianeto, è un castello situato nel comune italiano di Bettola, in provincia di Piacenza. Si trova in val Nure;
- Torre di Ebbio, è un fortificazione situata nel comune italiano di Bettola, in provincia di Piacenza. Si trova in val Nure;
- Castello di Rossoreggio, è un castello situato nel comune italiano di Bettola, in provincia di Piacenza. Si trova in val Nure;
- Casa-Torre di Missano, è un fortificazione situata nel comune italiano di Bettola, in provincia di Piacenza. Si trova in val Nure;
- Torre di Murlo, è un fortificazione situata nel comune di Bettola, in provincia di Piacenza. Si trova in val Nure;
- Castello di Torrano, XIV secolo, appartenente a Stefano Nicelli, è un castello situato nel comune di Ponte dell'Olio, in provincia di Piacenza. Si trova in val Nure;
- Castello dei Magrini, proprietari del castello dal 1441 al 1860, è un castello situato nel comune di Coli, in provincia di Piacenza. Sorge ai piedi del Monte Sant'Agostino in val Trebbia;
- Castello di Muradello, fondato nel 1455 da Zanino Nicelli, è un castello situato nel comune  di Pontenure, in provincia di Piacenza. Si trova in val Nure;
- Castello di Groppoducale, dal XV secolo al XIX secolo, è una fortificazione situata nell'omonima frazione del comune di Bettola, in provincia di Piacenza. L'edificio è situato a 758 m s.l.m., in una vallata laterale rispetto alla val Nure percorsa da un suo affluente di destra, il Rio Grande.[6]
- Castello di Boli, è una fortificazione situata a Groppallo, frazione del comune italiano di Farini, in provincia di Piacenza. Si trova in alta val Nure;
- Castello di Vigolo, è un fortificazione situata nel comune di Bettola, in provincia di Piacenza. Si trova in val Nure.

### Araldica civica
Lo stemma del comune di Coli, in provincia di Piacenza in Emilia-Romagna, è stato ricavato dallo stemma dei Nicelli.

## Membri illustri
- Bonifacio Nicelli (XII secolo), capostipite della casata
- Guelfo Nicelli (XIII secolo),  di podestà di Lucca nel 1293
- Alberico Nicelli (XIII secolo), dottore del collegio dei giudici e console di giustizia della Repubblica piacentina
- Bernardo Nicelli (XIII secolo), Vescovo di Vicenza
- Armano Nicelli († 1306), cappellano del Papa Clemente V
- Gregorio Nicelli (XIV secolo), Abate del monastero di San Savino a Piacenza
- Lanfranchino Nicelli (XIV secolo), Gentiluomo peritissimo nelle scienze militari e civili
- Cabrino Nicelli († 1458), famoso condottiero del Duca Filippo Maria Visconti
- Cristoforo Nicelli (1389 † 1482), luminare delle scienze giuridiche, tenne cattedra di diritto civile per 42 anni a Torino dove fu presidente del Senato e consigliere del Duca di Savoia
- Pier Bernardino Nicelli detto Giovanni († 25 aprile 1547), comandante imperiale di cavalleria
- Cristoforo Nicelli († 1567), religioso tra i Regolari Canonici Lateranensi e fu Abate di Spoleto
- Alberto Nicelli (XVI secolo), di Ettore, Cavaliere della Croce di Portogallo
- Giacomo Nicelli (XVII secolo), letterato e poeta
- Daniele Nicelli (XIX secolo), compositore di musica
- Giovanni Battista Nicelli (1732 † 1812), dottore collegio dei giudici, illustre giureconsulto, professore di diritto, membro del Consiglio Generale di Piacenza tra i Magnifici dal 1762 all’abolizione del 1803[1]
- Manfredo Nicelli (1890 † 1912), sottotenente nella guerra di Libia, medaglia d’argento al valore militare
- Giovanni Nicelli (Lugagnano Val d'Arda, 27 ottobre 1893 – Montello, 5 maggio 1918), militare e aviatore italiano, pluridecorato asso dell'aviazione da caccia
- Gian Carlo Nicelli (1903 † 1930), tenente pilota ebbe due medaglie d’argento al valore militare per la guerra di Libia e una al valore aeronautico
- Ernesto Nicelli (Torino, 4 marzo 1909 - Roma, 6 novembre 1970), direttore d'orchestra e compositore di musica

## Curiosità
- A pagina 438 del libro Inferno di Dan Brown, è citato il cognome Nicelli, in riferimento all'aeroporto di Venezia-Lido intitolato a Giovanni Nicelli